# Ottokar Bonmann
Ottokar Bonmann OFM (* 5. Mai 1906 in Hamborn als Theodor Franz Bonmann; † 7. August 1977 in Fulda) war ein römisch-katholischer Ordenspriester.

## Leben
Er trat 1926 in das Noviziat der Thüringischen Provinz des Franziskanerordens ein. 1927 legte er die einfache und 1930 die feierliche Profess ab. 1933 wurde er in Fulda zum Priester geweiht. Er studierte von 1933 bis 1936 in München. Nach der Promotion 1936 zum Dr. phil. war er ab 1938 Lektor für Kirchengeschichte in Gorheim. Von 1941 bis 1945 war er Pfarrvikar in Todtmoos. Von 1949 bis 1953 war er in Quaracchi als Mitarbeiter des Archivum Franciscanum historicum tätig.

## Schriften (Auswahl)
- Die literaturkundlichen Quellen des Franziskanerordens im Mittelalter. Fulda 1937, OCLC 911237874.
- Die Schriften des Heiligen Franz von Assisi. Freiburg im Breisgau 1940, OCLC 230717529.